# Jim Blinn
James F. Blinn (1949) è un informatico statunitense.

## Biografia

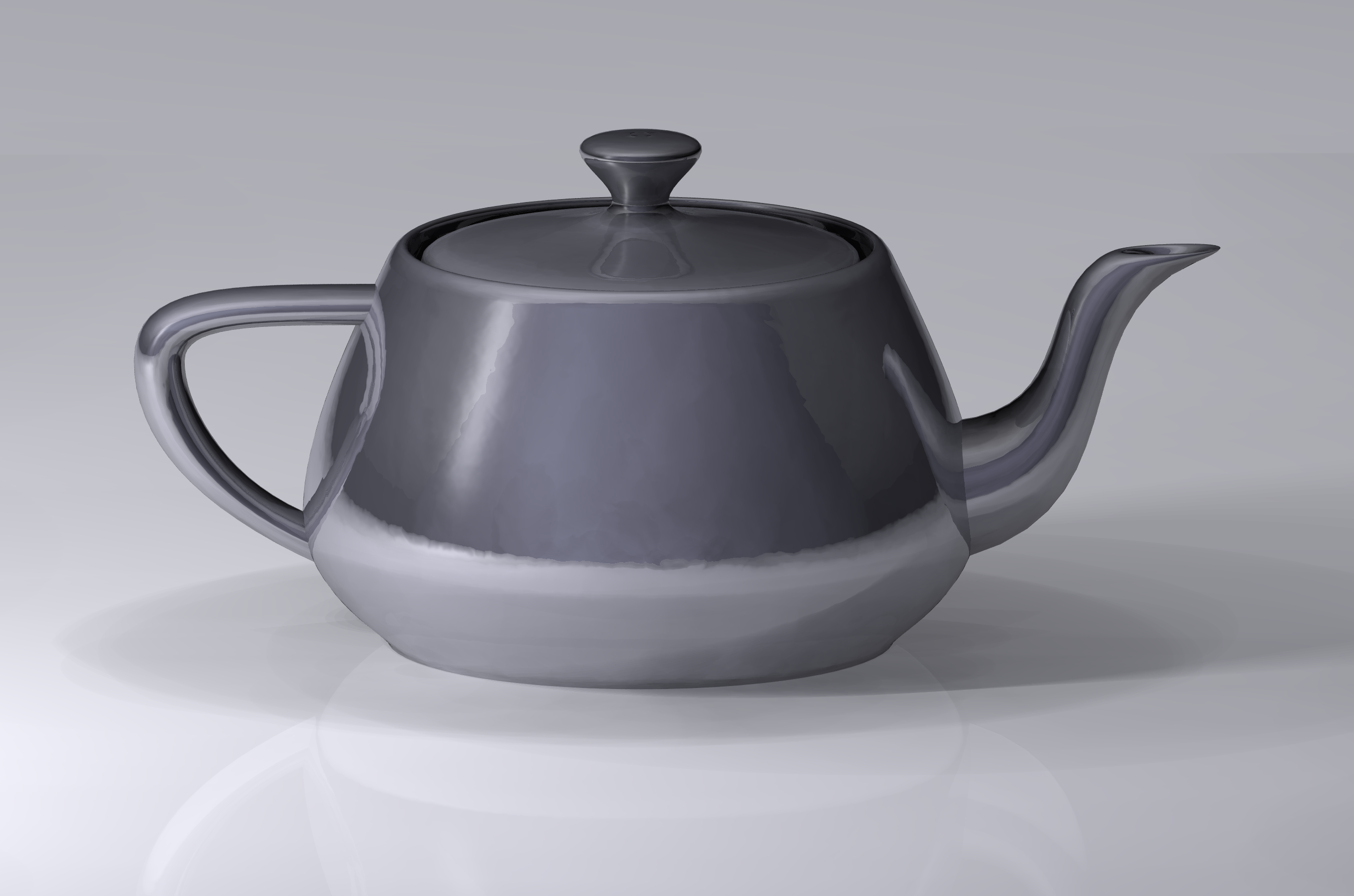
La Utah Teapot è uno dei modelli iconici dei primi sviluppi della computer grafica 3D. È stata sviluppata da Martin Newell e in seguito modificata da il suo collega Jim Blinn nel 1975.

Jim Blinn realizzò le sue prime immagini generate al computer nel 1968 mentre era uno studente all'Università del Michigan, dove ottenne la laurea nel 1970 in Fisica e Scienze della Comunicazione e nel 1972 la laurea in Ingegneria Informatica, dell'informazione e dell'automazione. Dal 1974 al 1977 fu uno studente all'Università dello Utah dove fece ricerche sul rendering realistico. I risultati di queste ricerche sono oggi delle tecniche standard nei sistemi di animazione digitale. Esse includono modelli realistici di illuminazione speculare, bump mapping e environment/reflection mapping. Ottenne il dottorato in Informatica nel 1977.
Nello stesso anno si trasferì al Jet Propulsion Laboratory dove produsse animazioni in computer grafica per varie missioni spaziali verso Giove, Saturno e Urano. Queste animazioni furono trasmesse in molte trasmissioni di notiziari come parte della copertura giornalistica sulle missioni e rappresentarono la prima esposizione all'animazione digitale, per molte persone nell'industria di oggi. Inoltre, produsse animazioni per la serie COSMOS di PBS e per il progetto "The Mechanical Universe", finanziato da Anneberg/CPB, un corso televisivo di 52 puntate per insegnare la fisica a livello universitario. Durante queste produzioni sviluppò diverse altre tecniche di grafica computerizzata, tra cui la simulazione di nuvole e una tecnica di modellazione denominata "blobbies o "metaballs".
Dal 1989 al 1995 ha lavorato alla Caltech, realizzando animazioni per insegnare la matematica delle scuole superiori con "Project Mathematics!".
Dal 1987 al 2007 ha tenuto una regolare rubrica chiamata Jim Blinn's Corner, nella rivista IEEE Computer Graphics and Applications, dove ha descritto le tecniche matematiche usate nella computer grafica. Queste sono state raccolte in tre libri.
Dal 1995 al 2009 ha lavorato alla Microsoft Research come socio nel campo della computer grafica, sviluppando un nuovo schema di notazione matematica che semplifica notevolmente la descrizione algebrica e la manipolazione di curve e superfici.
Attualmente è in pensione.

## Premi
- 1983 - NASA Exceptional Service medal for Voyager Fly-by animations.
- 1983 - The first Siggraph Computer Graphics Achievement Award for work in lighting and surface modeling techniques.
- 1989 - IEEE Outstanding Contribution Award for Jim Blinn’s corner.
- 1991 - MacArthur Fellowship in recognition of and to allow continuation of work in educational animation.
- 1995 - Honorary Doctor of Fine Arts degree from the Parsons School of Design for contributions to computer
- 1999 - Siggraph Coons Award for lifetime achievement in computer graphics.
- 2000 - Elected to the National Academy of Engineering

## Opere
- Blinn, James F.: Simulation of Wrinkled Surfaces, Computer Graphics, Vol. 12 (3), pp. 286–292 SIGGRAPH-ACM (August 1978)
- Blinn, James F.: Texture and Reflection In Computer Generated Images, CACM, 19(10), October 1976, pp 542–547.
- Blinn, James F.: Models of Light Reflection for Computer Synthesized Pictures, SIGGRAPH 77, pp 192–198.
- Blinn, James F.: A Generalization of Algebraic Surface Drawing, ACM Transactions on Graphics, 1(3), July 1982, pp 235–256.
- Blinn, James F.: Light Reflection Functions for the Simulation of Clouds and Dusty Surfaces, SIGGRAPH 82, pp 21–29.

Dal 1987 al 2007, Blinn ha scritto una rubrica per l'IEEE Computer Graphic & Applications, chiamata "Jim Blinn's Corner". Ha scritto un totale di 83 rubriche, molte delle quali sono state ristampate in questi libri:
- Blinn, James F.: Jim Blinn's Corner: Dirty Pixels, Morgan Kaufmann Publishers, Inc., ISBN 1-55860-455-3
- Blinn, James F.: Jim Blinn's Corner: A Trip Down The Graphics Pipeline, Morgan Kaufmann Publishers, Inc., ISBN 1-55860-387-5
- Blinn, James F.: Jim Blinn's Corner: Notation, Notation, Notation, Morgan Kaufmann Publishers, Inc., ISBN 1-55860-860-5